# Величко Клингов
Величко Клингов е български политик, деец на Националното движение Симеон Втори и Новото време.

## Биография
Клингов е роден в 1972 година в Сандански, България. Завършва финанси. Работи в Българската народна банка. В 2001 година е избран за депутат от благоевградската листа на НДСВ. В 2004 година напуска движението и се присъединява към Новото време. След провала на партията на изборите в 2005 година се занимава с бизнес. Женен е за съдийката Виолета Магдалинчева.